# Igla remix
Cet article concerne le film Igla remixé de 2010. Pour le film Igla de 1988, voir Igla.
Pour plus de détails, voir Fiche technique et Distribution.
Igla remix (en russe : Игла Remix) est un remake du film Igla sorti en 1988, l'acteur principal du film reste le rockeur soviétique Viktor Tsoi - décédé en 1990 - qui incarne le personnage de Moro.

## Synopsis
L'histoire est la même que le premier film, l'intrigue tourne autour du personnage de Moro, qui retourne à Alma Ata afin de récupérer l'argent qu'on lui doit à la suite d'un combat qui fut interrompu par la police. Attendant son argent, il rend visite à son ancienne petite amie, Dina, et découvre qu'elle est devenue dépendante à la morphine. Il décide de l'aider à arrêter et combat la mafia locale, à la tête du trafic de drogue de la ville, responsable de son addiction. Mais Moro à un adversaire mortel, "le docteur", le parrain de la mafia, qui exploite Dina en cachant de la morphine dans sa cheminée.

## Distribution
- Viktor Tsoi - Moro
- Marina Smirnova - Dina
- Piotr Mamonov - Le Docteur
- Aleksandr Bashirov - Spartak
- Arkhimed Iskakov - Arkhimed
- Gennadi Lyui
- Rakhimdzhan Abdykadyrov
- Aleksandr Konks
- Raikhan Kanatbayev
- Ajkhan Chatayeva
- Vladimir Danilenko
- Grigori Epstein
- Marat Azimbayev
- Yernar Abilev
- Rustem Tazhibayev
- Igor Startsev

## Bande originale
La bande originale du film est légèrement différente du film de 1988, de nombreuses musiques ont disparu et certaines raccourcies.

## Histoire en français
On peut toujours entendre tout le long du film une histoire du Petit Nicolas en français, diffusée à la radio soviétique.
- Il la regarde souvent, il prend son déjeuner au lait, comme il l'aime.
- Oh excuse moi, je suis en retard.
- Mais tu es toujours en retard Nicolas.

## Différences entre les deux versions
Le film se différencie de l'original avec des explications supplémentaires, comme le fait que Spartak organisait des combats illégaux dans le cirque et que c'est de là que vient sa dette envers Moro.
L'image a été réduite en hauteur pour permettre de supprimer les tremblement de la caméra, des prises de vue sont souvent réduites pour permettre de garder le même temps de film (env. 80 min), et la qualité d'image est dégradée pour que des images de synthèse de Viktor Tsoi soient plus réalistes.